# Tidestromia suffruticosa
Tidestromia suffruticosa är en amarantväxtart som först beskrevs av John Torrey, och fick sitt nu gällande namn av Paul Carpenter Standley. Tidestromia suffruticosa ingår i släktet Tidestromia och familjen amarantväxter. Utöver nominatformen finns också underarten T. s. oblongifolia.

## Bildgalleri

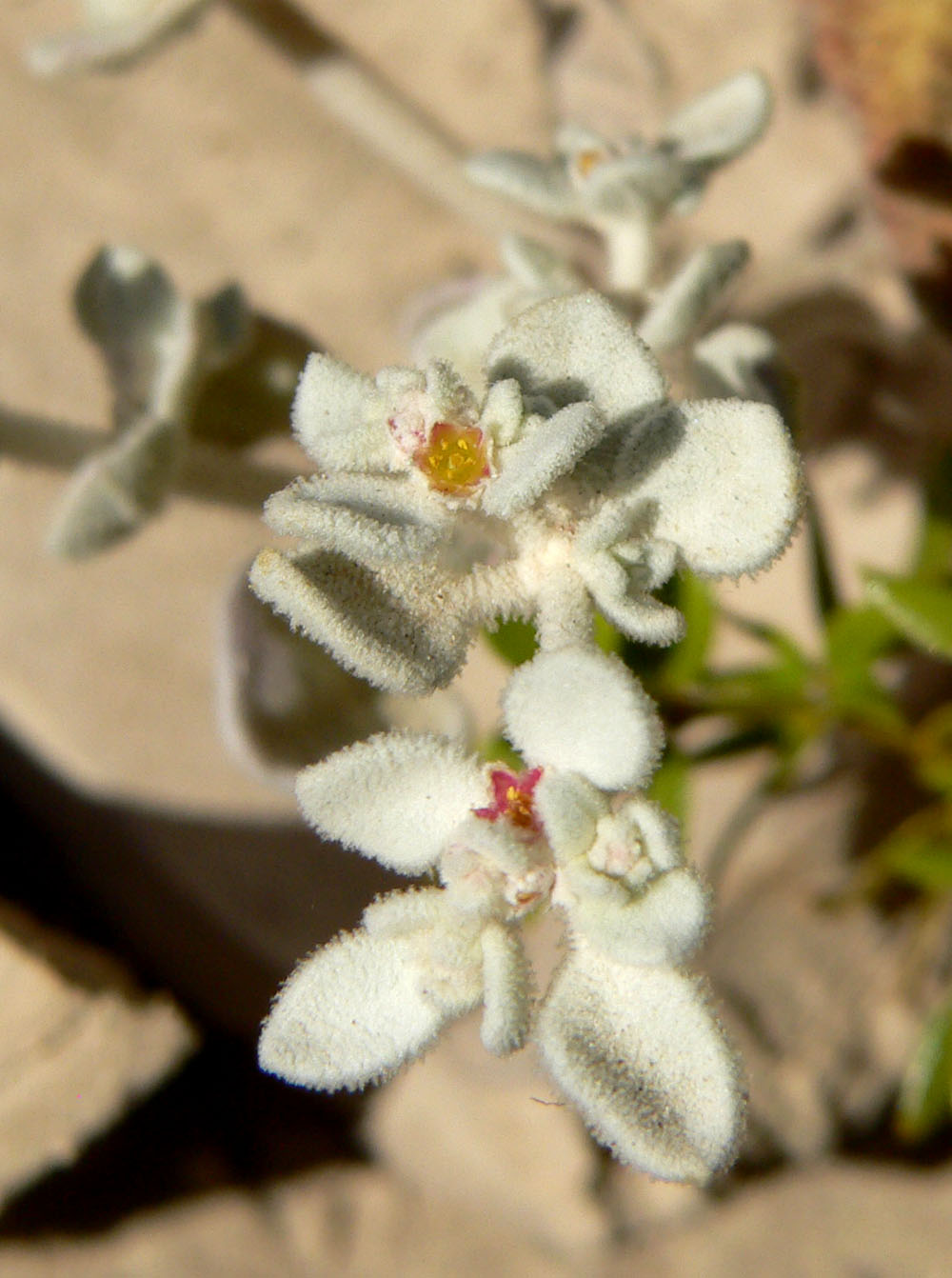